# Katherine Freese
Katherine Freese (* 8. února 1957 Freiburg im Breisgau, Německo) je německo-americká teoretická astrofyzička. Je známá svou prací v teoretické kosmologii na pomezí částicové fyziky a astrofyziky. Mezi její výzkumné zájmy patří temná energie, temná hmota, inflace a raný vesmír. Zabývá se počátkem vesmíru (včetně inflační teorie, která odstartovala Velký třesk) a konečným osudem vesmíru (včetně osudu života ve vesmíru). V současné době je profesorkou fyziky na Texaské univerzitě v Austinu.
Katherine Freese se na základě teoretické kosmologie a svého výzkumu snaží odpovědět na otázky: Z čeho se skládá vesmír? Co je temná hmota? Co je temná energie? Co způsobuje zrychlení expanze vesmíru? Zabývá se proto současnými hypotézami, které říkají, že náš známý vesmír jsou jen 4 % celého vesmíru. Zbytek tvoří skrytý temný sektor, temná hmota a vše prostupující temná energie, která způsobuje zrychlené rozpínání vesmíru.
Snaží se o popularizaci astrofyziky a napsala částečně autobiografickou knihu o výzkumu temné hmoty The Cosmic Cocktail: Three Parts Dark Matter (česky Kosmický koktejl: Tři díly temné hmoty). Mimo jiné v ní popisuje výzkum a teorie astronoma Fritze Zwickyho, který byl v pořadu Cosmos: A Spacetime Odyssey označen za nejdůležitějšího astronoma a otce temné hmoty, o kterém jste nikdy neslyšeli.

## Vzdělání a kariéra

Poměr temné hmoty (dark matter) a temné energie (dark energy) v současnosti a před 13,7 miliardami let

V roce 1977 získala Katherine Freese bakalářský titul na jedné z nejprestižnějších univerzit v USA - Princetonské univerzitě v New Jersey. Byla jednou z prvních žen, která se zde specializovala na fyziku. Magisterský titul získala na Kolumbijské univerzitě ve státě New York v roce 1981 a doktorát na Chicagské univerzitě v roce 1984. Absolvovala postdoktorandské stáže na Harvardově univerzitě, v Kavliho institutu pro teoretickou fyziku na Kalifornské univerzitě v Santa Barbaře a na Kalifornské univerzitě v Berkeley.
V roce 1987 se stala odbornou asistentkou na Massachusettském technologickém institutu (Massachusetts Institute of Technology - MIT). V roce 1991 se přestěhovala na Michiganskou univerzitu v Ann Arbor, kde působila jako profesorka fyziky u George E. Uhlenbecka. V letech 2007 až 2014 byla zástupkyní ředitele Michiganského centra pro teoretickou fyziku.
V letech 2014 až 2016 byla ředitelkou Severského institutu pro teoretickou fyziku Nordita (Nordisk Institut for Teoretisk Atomfysik) a byla také hostující profesorkou fyziky na Stockholmské univerzitě.
V roce 2019 se přestěhovala na Texaskou univerzitu v Austinu, kde pracuje jako profesorka fyziky.

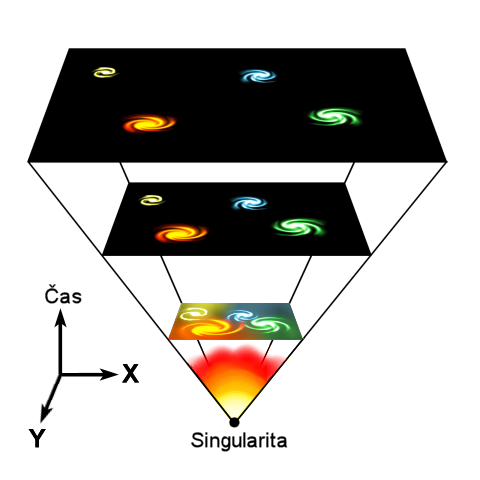
Schéma expanze vesmíru. Podle teorie Velkého třesku vznikl vesmír z nekonečně husté počáteční singularity. Vesmír se od té doby rozpíná a galaxie a jiné vesmírné objekty se od sebe vzdalují, ale ony samé se nezvětšují, protože jsou pohromadě držené gravitací.

Katherine Freese působila v několika správních radách. Například ve správní radě Kavliho institutu pro teoretickou fyziku v Santa Barbaře a ve správní radě Aspenského centra pro fyziku. V letech 2008-2012 byla radní a členkou výkonného výboru Americké fyzikální společnosti a v letech 2005-2008 byla členkou Poradního výboru pro astronomii a astrofyziku (AAAC). V současné době působí ve správní radě Centra Oskara Kleina pro kosmočásticovou fyziku ve Stockholmu.

## Výzkum

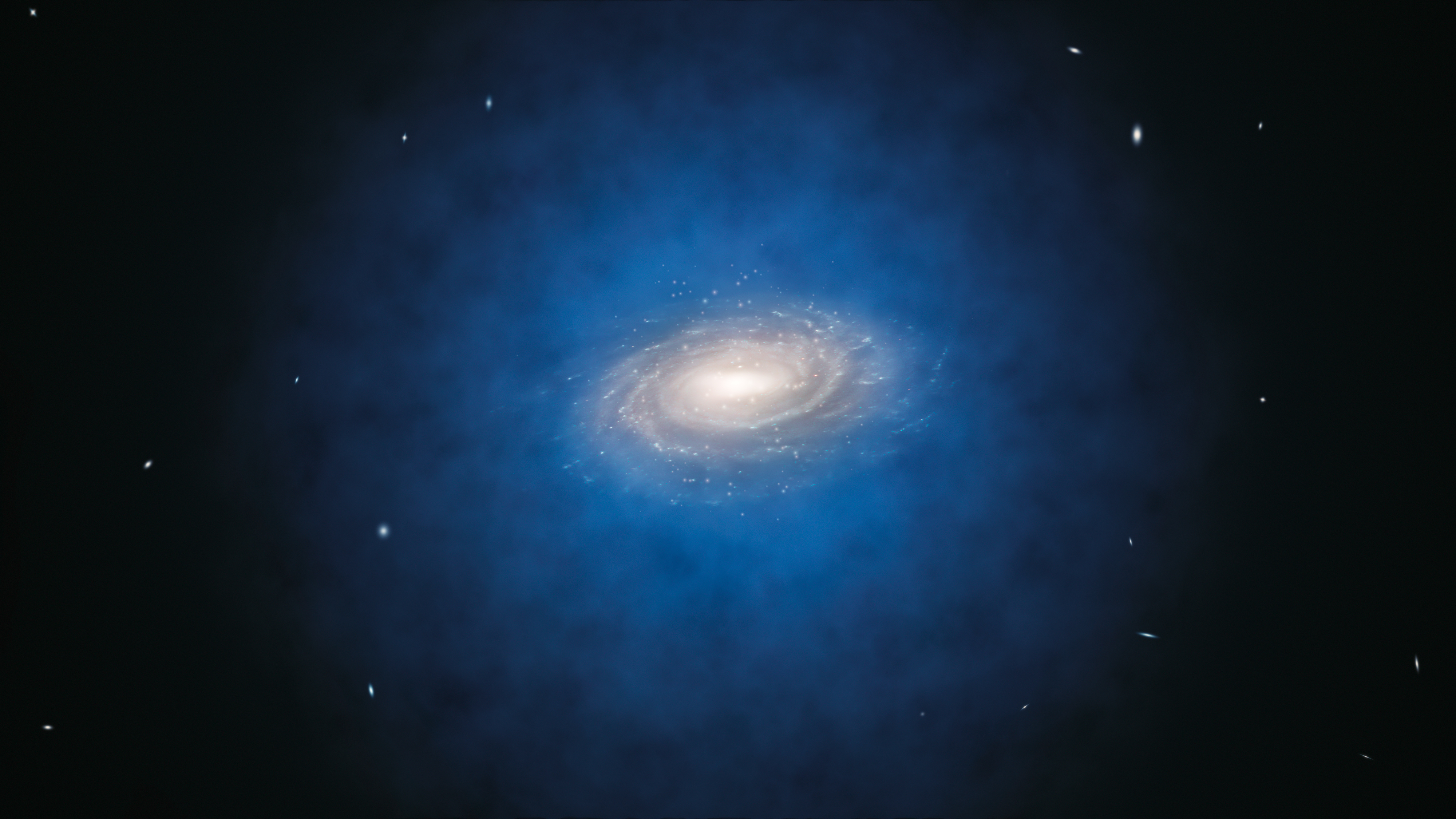
Umělecká představa temné hmoty kolem Mléčné galaxie. Temnou hmotu nelze spatřit, protože nevydává elektromagnetické záření. Víme o ní jen díky jejímu gravitačnímu působení. Galaxie by bez ní nevznikly, nedržely pohromadě a rozpadly by se.

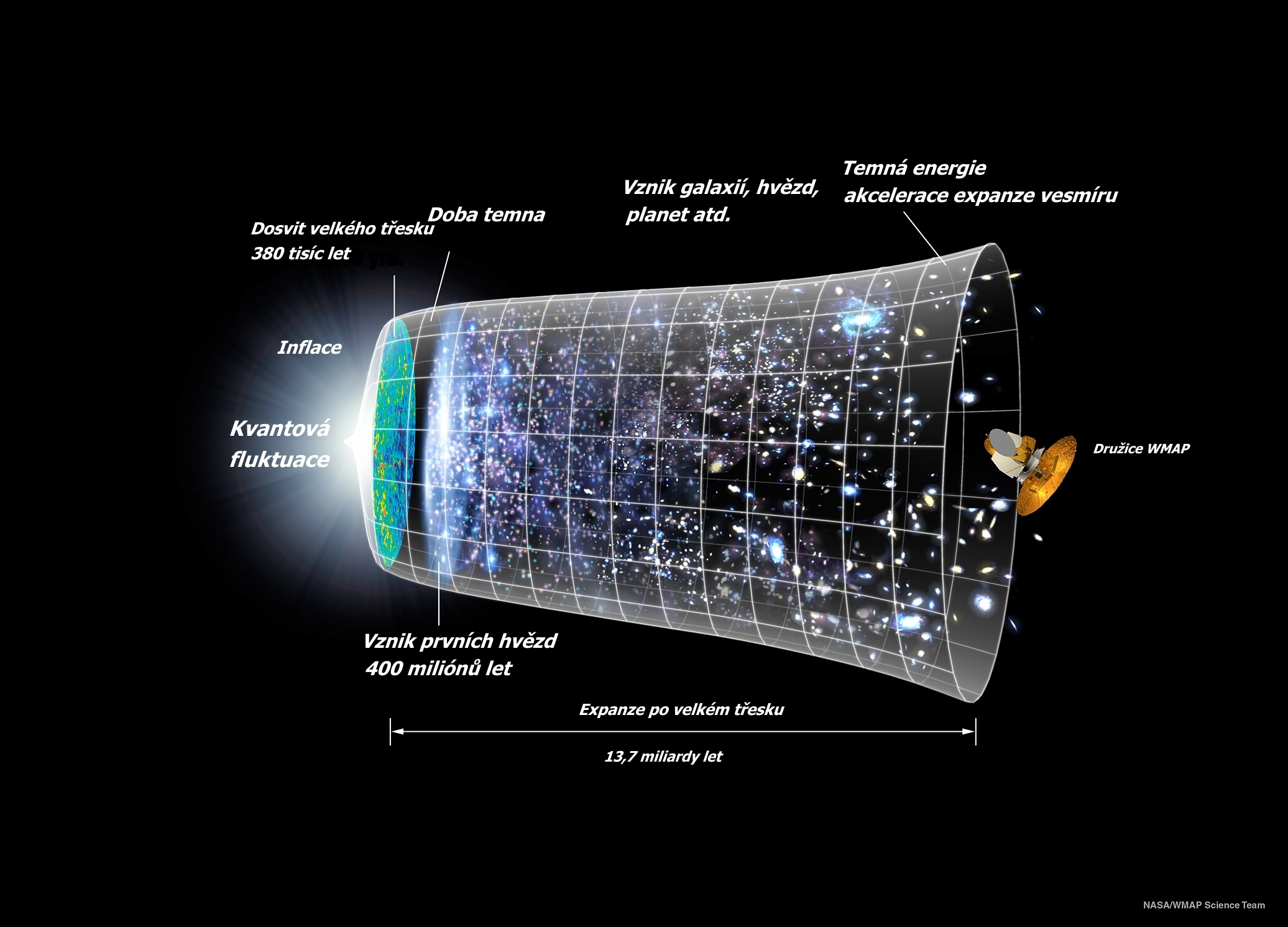
Umělecká představa vývoje vesmíru a role temné energie. Podle současných hypotéz může za zrychlování expanze vesmíru temná energie a její odpudivé účinky, které začínají dominovat.

- Katherine Freese přispěla k výzkumu temné hmoty (30 % primární neznámé hmoty v galaxiích) a temné energie (70 % neznámé složky vesmíru a příčina jeho expanze).[6] Byla jednou z prvních, kdo navrhl způsob, jak objevit temnou hmotu. Její myšlenka nepřímé detekce na Zemi je rozvíjena experimentem IceCube Neutrino Observatory.[7] Po částicích temné hmoty v Mléčné dráze vznikajících při oběhu Země kolem Slunce v současnosti pátrá mnoho astronomů po celém světě.
- Jako kandidáty na temnou hmotu pomohla vyloučit velké hmotné objekty MACHO (massive compact halo object - masivní kompaktní halo objekt), jako jsou bílí trpaslíci nebo slabé hvězdy. Podle ní mohou bílí trpaslíci tvořit maximálně 20% temné hmoty v galaxiích. Naopak tvrdí, že temná hmota je tvořena především WIMPs (weakly interacting massive particles - slabě interagující hmotné částice).[8]
- Zabývá se také temnou energií a zrychlující se expanzí vesmíru. Navrhla alternativní vysvětlení temné energie pomocí modifikace Friedmannovy rovnice (Einsteinovy rovnice aplikované na vesmír), kterou nazvala Cardassian Expansion.[9]
- Navrhla mechanismy pro inflaci (ranou fázi rychlého růstu vesmíru), která vysvětluje jeho homogenitu. V roce 1990 navrhla teorii přirozené inflace a později i řetězové inflace, která se může odehrávat v prostředí teorie strun a s axiony v kvantové chromodynamice QCD (hypotetické elementární částice, ze kterých by se měla skládat temná hmota).[10] [11]
- Také stanovila horní limity výskytu magnetických monopólů ve vesmíru. Tyto hranice jsou důležitými orientačními body pro další výzkum monopolů, které v neutronových hvězdách nebo bílých trpaslících katalyzují rozpad nukleonů a jsou schopné tyto hvězdy zničit.
- Mimo jiné navrhla přímou detekci ročních změn pohybu Země pomocí kryogenních detektorů a nepřímé pozorování anihilace WIMPů na Zemi. Anihilaci temné hmoty považuje za zdroj energie prvních hvězd (temných hvězd).
- Nedávno navrhla nový teoretický typ hvězdy, nazývaný temná hvězda, poháněný spíše anihilací temné hmoty než jadernou fúzí.[12]

## Osobní život
Katherine Freese se narodila 8. února 1957 v německém Freiburgu. Jejími rodiči byli Ernst Freese a Elisabeth Bautz Freese. V jejich devíti měsících rodina emigrovala do Spojených států. Její zesnulý bratr Andrew Freese byl šéfem neurochirurgie v nemocnici v Brandywine a provedl první operaci genové terapie na lidech. Její strýc Ekkehard Bautz byl molekulární biolog a předseda Ústavu molekulární genetiky na univerzitě v Heidelbergu. Její sestřenice Anja Freese se stala herečkou a v současné době (2024) žije střídavě v Hamburku, Berlíně a Los Angeles.
Katherine Freese se provdala v roce 1987. Z desetiletého manželství s Fredem Adamsem má syna Douglase Quincyho Adamse. Je občankou USA.

## Ocenění
- V roce 2009 byla zvolena členkou Americké fyzikální společnosti.
- V roce 2012 získala stipendium Simons Foundation Fellowship v oboru teoretické fyziky.[13]
- V září 2012 jí byl udělen čestný doktorát (honoris causa) na Stockholmské univerzitě.[14]
- V roce 2019 jí byla udělena cena Julia Edgara Lilienfelda od Americké fyzikální společnosti za průkopnický výzkum na rozhraní kosmologie a částicové fyziky a za její neúnavnou snahu zprostředkovat nadšení z fyziky pro širokou veřejnost.
- V roce 2021 jí byla udělena cena University of Chicago Alumni Professional Achievement Award.
- V roce 2020 byla zvolena do Národní akademie věd Spojených států amerických.[15][16]